# Ainhoa Etxaide Amorrortu
Ainhoa Etxaide Amorrortu (Hondarribia, 1972) és una sindicalista i exsecretària general de Langile Abertzaleen Batzordeak (LAB).
Etxaide és llicenciada en Dret i fou durant dos anys membre de la direcció del sindicat estudiantil Ikasle Abertzaleak. El 1996 entrà a formar part del secretariat nacional de LAB en representació de l'ala juvenil, LAB-Gazteak. L'any 2000 coordinà la comissió executiva sobre política social i fou escollida sotssecretària. L'any 2008, al congrés de Barakaldo, fou escollida secretària general rellevant a Rafa Díez, fins al maig de 2017 que passà a ser-ho Garbiñe Aranbaru. Des del sindicat ha estat vinculada a l'esquerra abertzale, com ho demostra la seva presència en la candidatura de Herri Batasuna a Hondarribia a les eleccions municipals de 1995 i a les autonòmiques de 2001. En pla personal forma parella amb Izaskun Guarrotxena (Bilbao, 1975) i tenen un fill, Aner.